# L'ape Magà/Piccolo Remi
L'ape Magà/Piccolo Remi è un singolo discografico del Coro "I nostri figli" di Nora Orlandi e di Jimmy Fontana, pubblicato nel 1979.
L'ape Magà è la sigla dell'anime Le avventure dell'Ape Magà scritta da Lucio Macchiarella, su musica e arrangiamento di Vito Cappa.
Piccolo Remi è il lato B, sigla del lungometraggio animato Senza famiglia basato sull'omonimo romanzo di Hector Malot. È scritto nel testo da Franco Migliacci e nella musica e arrangiamento da Jimmy Fontana..

## Tracce
Lato A
1. L'ape Magà – 3:15 (testo: Lucio Macchiarella – musica: Vito Cappa)

Lato B
1. Piccolo Remi – 3:25 (testo: Franco Migliacci – musica: Jimmy Fontana)

## Edizioni
Entrambi i brani sono stati inseriti nella compilation "TiVulandia successi n. 4" e in numerose raccolte.